# Shiba Tōshō-gū
Shiba Tōshō-gū (芝東照宮) est un sanctuaire shinto situé dans l'arrondissement de Minato à Tokyo, au Japon. Il consacre le premier shogun du shogunat Tokugawa, Tokugawa Ieyasu.